# 昌马石窟
昌马石窟，位于中国甘肃省玉门市，2019年10月7日公布为第八批全国重点文物保护单位，类型为石窟寺及石刻。
昌马石窟的历史年代为北魏至清。